# Molomea magna
Molomea magna är en insektsart som först beskrevs av Walker 1851.  Molomea magna ingår i släktet Molomea och familjen dvärgstritar. Inga underarter finns listade i Catalogue of Life.